# Шерстюк Олександр Савич
Олександр Савич Шерстюк (1906, село Петропавлівка, тепер село Тарасівка Пологівського району Запорізької області — 6 січня 1975, місто Запоріжжя) — український радянський діяч, секретар Запорізького обласного комітету КПУ, доцент кафедри історії КПРС Запорізького машинобудівного інституту імені Чубаря. Лауреат Державної премії УРСР імені Т. Г. Шевченка за 1977 рік (посмертно).

## Біографія
Народився в бідній селянській родині. Трудову діяльність розпочав із шістнадцятирічного віку ковалем комуни «Авангард» Пологівського району.
У 1928 році закінчив окружну радпартшколу.
Член ВКП(б) з 1928 року.
У 1928—1929 роках — секретар Оріхівського районного комітету комсомолу (ЛКСМУ).
У 1929—1943 роках — на відповідальній роботі в системі народної освіти.
Закінчив Ворошиловградський педагогічний інститут.
З 1943 року — завідувач відділу пропаганди і агітації, секретар Пологівського районного комітету КП(б)У Запорізької області.
На 1947—1950 роки — завідувач Запорізького обласного відділу народної освіти.
Потім — заступник голови виконавчого комітету Запорізької обласної ради депутатів трудящих; завідувач відділу шкіл і вищих навчальних закладів Запорізького обласного комітету КПУ.
У березні (затв.) 1957 — 15 вересня 1961 року — секретар Запорізького обласного комітету КПУ з ідеології. Звільнений з посади «за станом здоров'я».
Працював доцентом кафедри історії КПРС Запорізького машинобудівного інституту імені Чубаря.
Персональний пенсіонер союзного значення в місті Запоріжжі. Помер 6 січня 1975 року після важкої тривалої хвороби.

## Нагороди
- орден Трудового Червоного Прапора
- орден «Знак Пошани» (23.01.1948)
- медалі
- Лауреат Державної премії УРСР імені Т. Г. Шевченка (за 1977 рік (посмертно); разом з А. Клюненком, В. Рєпіним, А. Фріманом, І. Щербаком за книгу нарисів «Днепровские огни», в якій передає особисті спостереження  та враження про відбудову Дніпрогесу та «Запоріжсталі»)[1].